# Кереиты

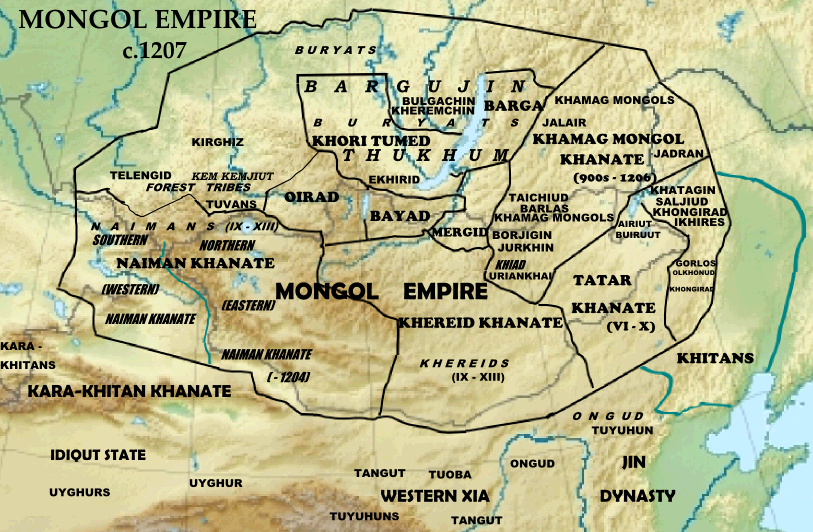
Монгольская империя в 1207 г.

Кереи́ты (другие названия — хэрээд, кэрээд, кэриет, кэрэит, кераит, хэрэйд, керейт, гирей) — союз монголоязычных племён, обитавших в Забайкалье и Монголии в X—XIII веках.

## Этимология этнонима
Этноним кереит представляет собой древнее тотемное имя с монгольским корнем хэрээ, передаваемое по-русски как кере, кэрэ, хэрэ и означающее «во́рон», и -ид, уд, д — суффикс мн. числа. Имеется и ряд других версий происхождения этнонима, впрочем, малоубедительных.

## История
До разгрома монголами Чингисхана и вхождения в состав его народа-войска кереиты представляли собой союз нескольких племенных групп. По всей видимости, как и многие союзы того времени, это объединение состояло из монголо- и тюркоязычных племён, не исключены и иные в лингвистическом плане члены союза. Кереиты приняли участие в этногенезе ряда современных монгольских и тюркских народов.
Вопрос о происхождении кереитов остаётся открытым. По всей видимости, кереитский союз выделился из группы кочевых племён, известной в киданьских летописях под наименованием «цзубу», которая, согласно Л.Н. Гумилёву и С.К. Хойту, являлась одной из трёх ветвей монголоязычных шивэй, наряду с самими киданями и одноимённой дальневосточной ветвью шивэй.
По Рашиду ад-Дину, в XIII веке кереиты представляли собой «род монголов; их обиталище есть [по рекам] Онону и Кэрулэну, земля монголов». «Сокровенное сказание» указывает, что ставка кереитского хана Тогорила находилась в Тёмном Бору на реке Толе.
По версии Г. О. Авляева, кереиты выделились во второй половине IX века из среды отуз-татар или шивэй. Г. О. Авляев делает приблизительную реконструкцию состава кереитского союза семи племён: монгольские элементы — собственно кереиты (занимали лидирующее положение), хиркун(?), альмад или албат, дунгхоит; тюрко-уйгурские — джиркин(?), сакаит; самодийские — тумат. Однако, он не объясняет на чём именно основан такой лингвистический состав кереитского союза. При этом туматы и сакаиты рядом авторов традиционно считаются монгольскими племенами, а джиркины отождествляются с нирун-монгольским племенем джуркин. Авторы Е. И. Кычанов и П. Рачневский относили кереитов наряду с найманами к этносу енисейских кыргызов и считали частью населения Кыргызского каганата.
Как сообщает арабский историк Абу-ль-Фарадж бин Харун, кереитский хан обратился в 1007 году к несторианскому митрополиту в городе Мерве с просьбой принять его в христианскую веру вместе с народом. Хан при крещении получил имя Маргуз (Мэргус, Мархус, Маркус, Марк). Всего было крещено около 200 тысяч человек. С учётом детей и стариков численность кереитов в начале XI века можно примерно определить в 400 тысяч. Авляев приводит гораздо большую цифру.
В XII веке Кереитское ханство играло большую роль в Великой Степи, вело войны с утвердившейся в Северном Китае чжурчженьской династией Цзинь. Кереитского хана Маргуза, носившего титул Буюрук-хана, взяли в плен татары и отослали к Цзиньскому двору, где Маргуза казнили, пригвоздив к «деревянному ослу». Маргуз оставил двух сыновей, между которыми поделились кереитские роды.
Один из внуков Маргуза, Тоорил (Тогорил), получил титул Ван-хана. Вначале союзник Чингисхана, Ван-хан впоследствии поссорился с ним, потерпел поражение и бежал к найманам, где погиб. Кереиты подпали под власть Чингисхана и с тех пор самостоятельное их существование прекращается.
Часть кереитов, бежавшая от монголов, вошла впоследствии в состав некоторых тюркских народов, в частности, казахов. Присоединившиеся к Чингисхану, вошли в состав современных монгольских народов. При этом некоторые кереитские принцессы стали жёнами монгольских ханов, кроме того правящие династии некоторых монгольских этносов (например, калмыков-торгутов) напрямую возводятся к Ван-хану или его ближайшим родственникам.

## Список правителей
Ниже дан список правителей кереитов:
- Маргуз I (Марк; ум. ок. 1007)
- Уба (Увар)
- Маргуз II (ум. 1092)
- Маргуз (ІІІ) Буюрук хан (ок. 1125—1150-е)
- Хурджакус (Кириакос или Григорий) Буюрук-хан (1150-е—1171)
- Ван-хан (Тоорил; 1171—1196, 1198—1203)
- Эрке-Хара (Ерке-Кара; 1196—1198)
- Нилха-Сангун (Илья), сын Тоорила (1204)[10]

## Правители торгутов, главные тайши и калмыцкие ханы[1]
- Буйго-Урлюк
- Зульзуган-Урлюк
- Хо-Урлюк (ум. 4 января 1644) — привёл торгутские улусы в низовья Волги
- Шукур-Дайчин (1644—1661) — ввёл калмыков под протекторат России
- Мончак (Пунцук, 1661—1669/1672)
- Аюка (Аюши, 1669/1672—1724) — первый калмыцкий хан
- Чакдор-Джаб (1714—1722)
- Церен-Дондук (1724—1735)
- Дондук-Омбо (1735—1741)
- князья Дондуковы и Дондуковы-Корсаковы (потомки Дондук-Омбо, ныне вымерший российский княжеский род)
- Дондук-Даши (1741—1761)
- Убаши (1761—1771) — увёл бо́льшую часть улусов в Джунгарию

## Потомки кереитов

### Среди монгольских народов
Потомки кереитов в виде родов в составе халха-монголов населяют различные аймаки Монголии. Кереиты отмечены в составе дербетов, захчинов, олётов (род хэрээ цувдаг (кирей цудаг)), узумчинов, калмыков, дариганга, урянхайцев (род хиреид). Во Внутренней Монголии КНР они входят в этнические группы чахаров, ордосцев и баарин. Во Внутренней Монголии отмечены роды: бага хэрэйд, хара хэрэйд, хэрэйд, цаган хэрэйд, ехэ хэрэйд. Также кереиты входят в состав торгутов Монголии, России и Китая. В состав булагатов, субэтноса бурят, входит подразделение хэрэй рода алагуй. Ветвь хэрэй булагатского рода алагуй в частности отмечена в составе кударинских бурят. Среди селенгинских бурят имеется род убур-кирей, который перекочевал из Халхи в Забайкалье в начале XVIII столетия.
В составе калмыков отмечены следующие кереитские роды: кереит (керет, керяд), шин кереит, хуучин кереит, бага-керет, хахачин-кереит, баадин керәд, махчин керәд, наатн керәд, хар керәд, цаадин керәд, эрктн керяд (эркетен керет).
В современной Монголии кереитские роды хэрээ, хэрээд, хэрээ цувдаг и хэрээдэй зарегистрированы в сомонах Тэлмэн, Булнай, Их-Уул Завханского аймака; сомоне Галт Хубсугульского аймака; сомонах Жаргалант, Тариат, Хангай Архангайского аймака; сомоне Булган Восточного аймака; сомонах Сүхбаатар, Халзан, Асгат, Дарьганга, Наран, Баяндэлгэр, Онгон Сүхэ-Баторского аймака; сомонах Сэргэлэн, Баян Центрального аймака; сомонах Биндэр, Хурх Хэнтэйского аймака; сомонах Манхан, Эрдэнэбүрэн, Үенч Кобдоского аймака; сомонах Давст, Бөхмөрөн и Хяргас Убсунурского аймака. Также упоминается род хэрээнд в Завханском аймаке.
Ряд исследователей в числе потомков кереитов также упоминает носителей родовых имен кхирит (хирит, кирийт) и кергут (кэригут). Среди этнических групп бурят известны следующие роды: кхирит (кереит, хэрэйд) среди табангутов; кхирит (кереит, хэрэйд) среди сартулов; хирид (кхирид), кирийт-кэригут (хирид-хэрэгүд) среди селенгинских бурят. Носители родового имени хирид проживают в столице Улан-Баторе и аймаках Монголии: Сэлэнгэ и Сухэ-Батор; хэргүүд — в Улан-Баторе и аймаках Умнеговь, Дорноговь и др.; хэргүд — в Улан-Баторе и аймаке Умнеговь; хэрэгүүд — в Улан-Баторе и аймаке Дорноговь.
В Монголии проживают носители следующих родовых фамилий: хэрээд, хэрэйд, хар хэрээд, хэрэд, хэрэдэй, хэрэид, хэрэй, хэрэйдүүд, хэрэйдэй, хэрэйт, хэрээ, хэрээ цувдаг, хэрээдүүд, хэрээдэй, хэрээн, хэрээнд, хэрээнүүд, хэрээт, керед, керей, керейд, керет, кэрэд, кэрэй, кэрээд, хирид, хэргүүд, хэргүд, хэрэгүүд.

### Среди тюркских народов
Среди тюркских народов потомки кереитов остались в составе казахов. Они оставили своё самоназвание одному из казахских родов, входившему в Младший жуз. Кереи Среднего жуза считаются родственными кереитам. Однако ряд исследователей, не отрицая их родство, полагают, что кереи могут иметь несколько иное происхождение. В составе найманов Среднего жуза имеется род каракерей, при этом генетически и по шежире он не родственен кереям.
В состав башкир входит род гирей. Данный род также известен в составе крымских татар. Название рода стало именем одной из ветвей чингизидов — гиреев.
Среди керейтов в составе ногайцев известны такие роды, как алтаяк и куьргирей.
Среди сибирскотатарских селений в Тюменской области есть деревня Средние Тарманы (сибирскотат. 
Кирәйет).

### Среди хазарейцев
Кереиты, осевшие в Афганистане, образовали одно из племен в составе хазарейцев.